# Nedschroef
Koninklijke Nedschroef Holding BV (niederländisch Ned für Nederland/„Niederlande“ und schroef/„Schraube“) ist ein Hersteller von Befestigungstechnik mit Sitz in Helmond, Niederlande.
Die Nedschroef Gruppe besteht aus 26 Unternehmen mit Niederlassungen in 14 Ländern. Die Kernaktivitäten sind Entwicklung, Herstellung, Kauf und Verkauf von Verbindungselementen für die Automobilindustrie und deren Zulieferer und Maschinen und Maschinenwerkzeuge für Heiß- und Kaltumformung von Stahl, hauptsächlich für Zulieferer der Automobilindustrie.
Nedschroef beschäftigt sich seit der Gründung 1894 mit der Herstellung von Verbindungselementen. Das erste Werk in Helmond produzierte Nieten für die Schiffbauindustrie. Nedschroef Holding wurde für das hundertjährige Bestehen das königliche Zertifikat gewährt.

## Deutsche Werke
- Nedschroef Altena GmbH (Vizepräsident & Geschäftsführer: Thorsten Niggemann)
- Nedschroef Plettenberg GmbH (Geschäftsführer: Jürgen Staritz)
- Nedschroef Fraulautern GmbH & Nedschroef Beckingen GmbH (Geschäftsführer: Stefan Tils & Jörg Bosch)
- Nedschroef Fasteners GmbH (Geschäftsführer: Robert Zinsser)
- Nedschroef Schrozberg GmbH (Geschäftsführer: Christian Theiss, Paul Raedts)
- CP Tech GmbH (Geschäftsführer: Thomas Casey, Rolf Tijsma)